# Tadayoshi Yamamuro
Tadayoshi Yamamuro (山室直儀?, Yamamuro Tadayoshi; 1960) è un animatore e character designer giapponese, affiliato con lo studio d'animazione Toei Animation.
Il suo nome è legato principalmente a quello dell'anime di Dragon Ball, trasposizione animata dell'omonimo manga scritto e disegnato da Akira Toriyama e serializzato sulla rivista Weekly Shōnen Jump.

## Biografia
Fin dalla tenera età desidera studiare le arti marziali, cosa che compirà poi a 23 anni in un tempio Shaolin. L'anno seguenti ai suoi studi, nel 1984, viene assunto nella società fondata da Mitsuo Shindō, la Shindō Production, per lavorare all'adattamento televisivo del celebre manga di Akira Toriyama, Dr. Slump. In seguito, dopo aver contribuito alla creazione di alcune serie animate, diventerà ben presto animatore chiave della prima serie di Dragon Ball, e successivamente dei sequel Dragon Ball Z e Dragon Ball GT, film e special televisivi compresi. È inoltre anche il character designer del videogioco arcade Dragon Ball Heroes. Dal 2015 entra ufficialmente nello staff della nuova serie televisiva anime prodotta da Toei Animation, Dragon Ball Super, insieme ad altri veterani quali Naoki Tate e Naotoshi Shida.

## Lavori
- Dr. Slump e Arale
- Dragon Ball
- Dragon Ball Z
- Dragon Ball GT
- Dragon Ball Kai
- One Piece
- Digimon Frontier
- Zatch Bell!
- Toriko
- Dragon Ball Super

## Curiosità
Ha affermato che il suo personaggio preferito tra quelli che ha disegnato è Janemba.